# Muzeul Național de Artă al României
Muzeul Național de Artă al României este cel mai important muzeu de artă din țară. Funcționează în subordinea Ministerului Culturii și Cultelor. Muzeul a fost înființat în 1948 și este găzduit în Palatul Regal din Capitală.

## Istoric

Palatul Regal din București

Muzeul Național de Artă din București are în patrimoniul său una dintre cele mai mari colecții de picturi din România. El a fost înființat în anul 1948, având o colecție importantă a regelui Carol I, aflată inițial la Castelul Peleș de la Sinaia precum și în alte saloane ale reședințelor regale române. O altă parte a exponatelor a fost adusă de la Muzeul Brukenthal din Sibiu, din alte muzee bucureștene cum a fost Anastase Simu (înființat în anul 1910), Muzeul Dr. Ioan și Nicolae Kalinderu (inaugurat în anul 1909) precum și din colecții particulare. Pe lângă aceste exponate, s-a atras și fondul muzeal din colecția primului muzeu de artă din București, înființat în anul 1836 în clădirea unei școli a Mănăstirii Sfântul Sava la inițiativa pictorului Carol Valenstein.
Începând din anul 1948, Muzeul Național de Artă ocupă clădirea Palatului Regal din București, construit în anul 1937. Astăzi, muzeul are spre expunere peste 70.000 de exponate separate în două direcții principale: Galeria Națională, ce are în componență lucrările celor mai buni pictori români (Ion Andreescu, Theodor Aman, Nicolae Grigorescu, Gheorghe Petrașcu,...) și Galeria de Artă Europeană.

Muzeul de Artă si statuia Regelui Carol I
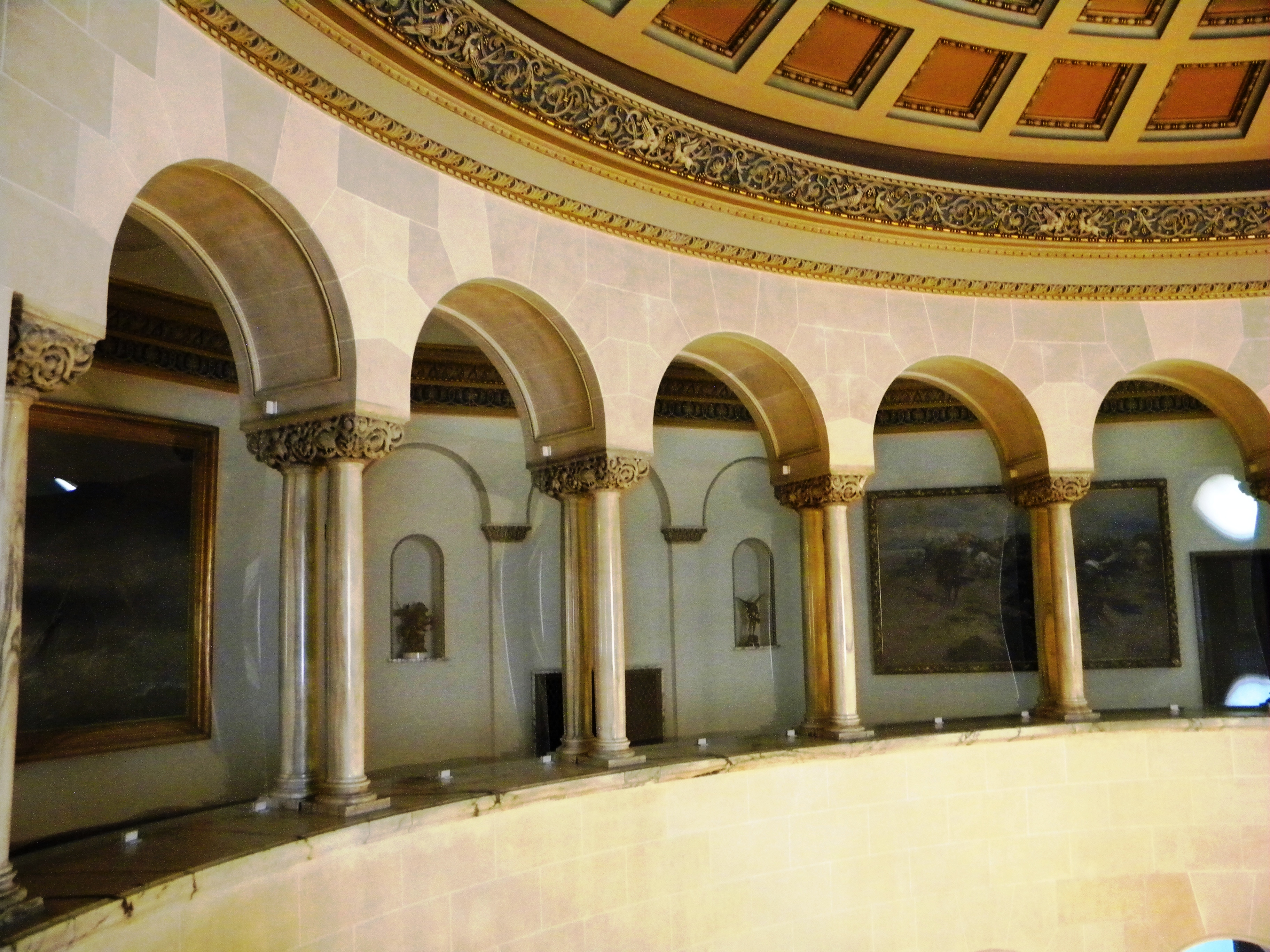
Scara Arabescata
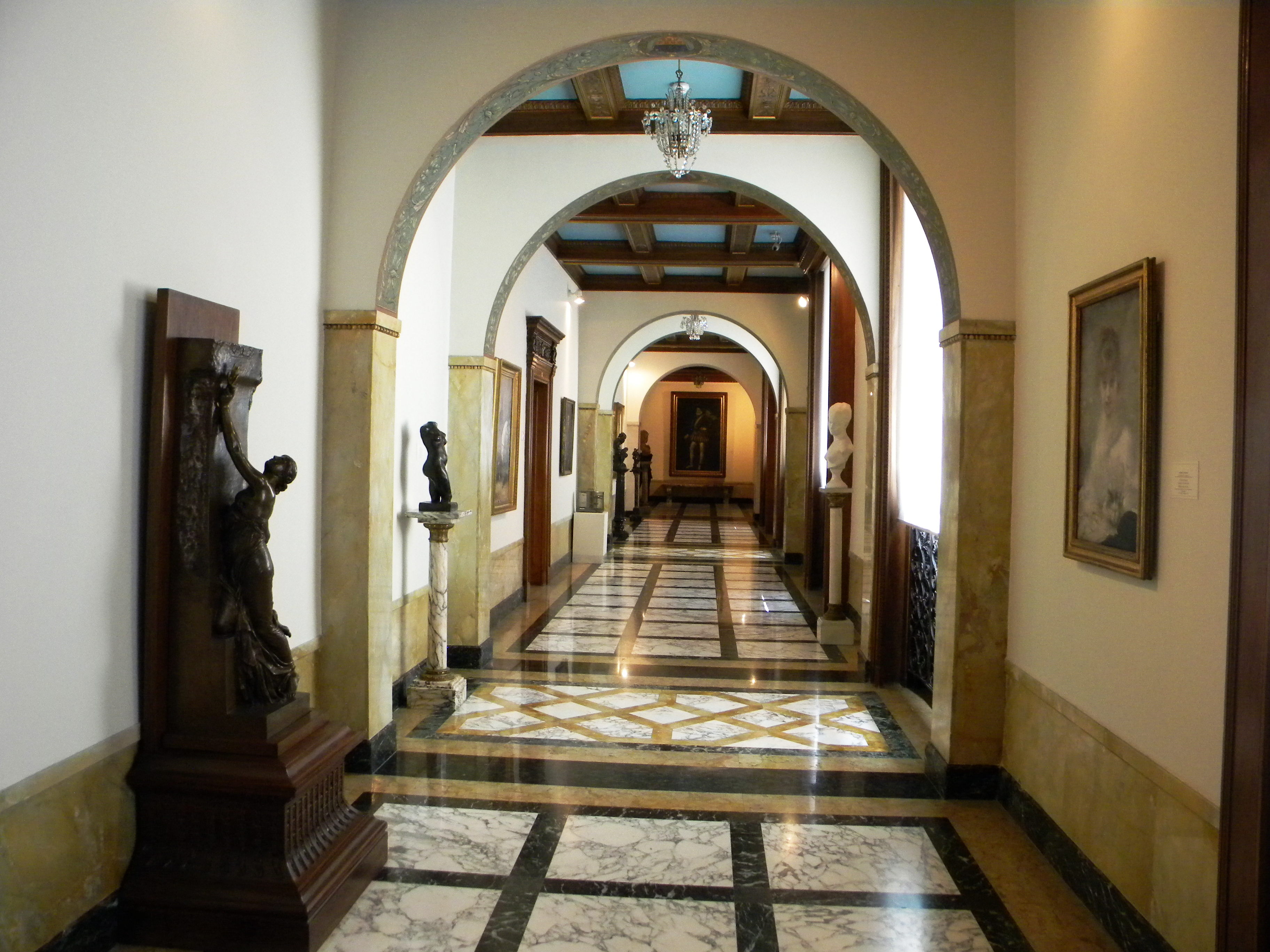
Galeria de Artă Europeană
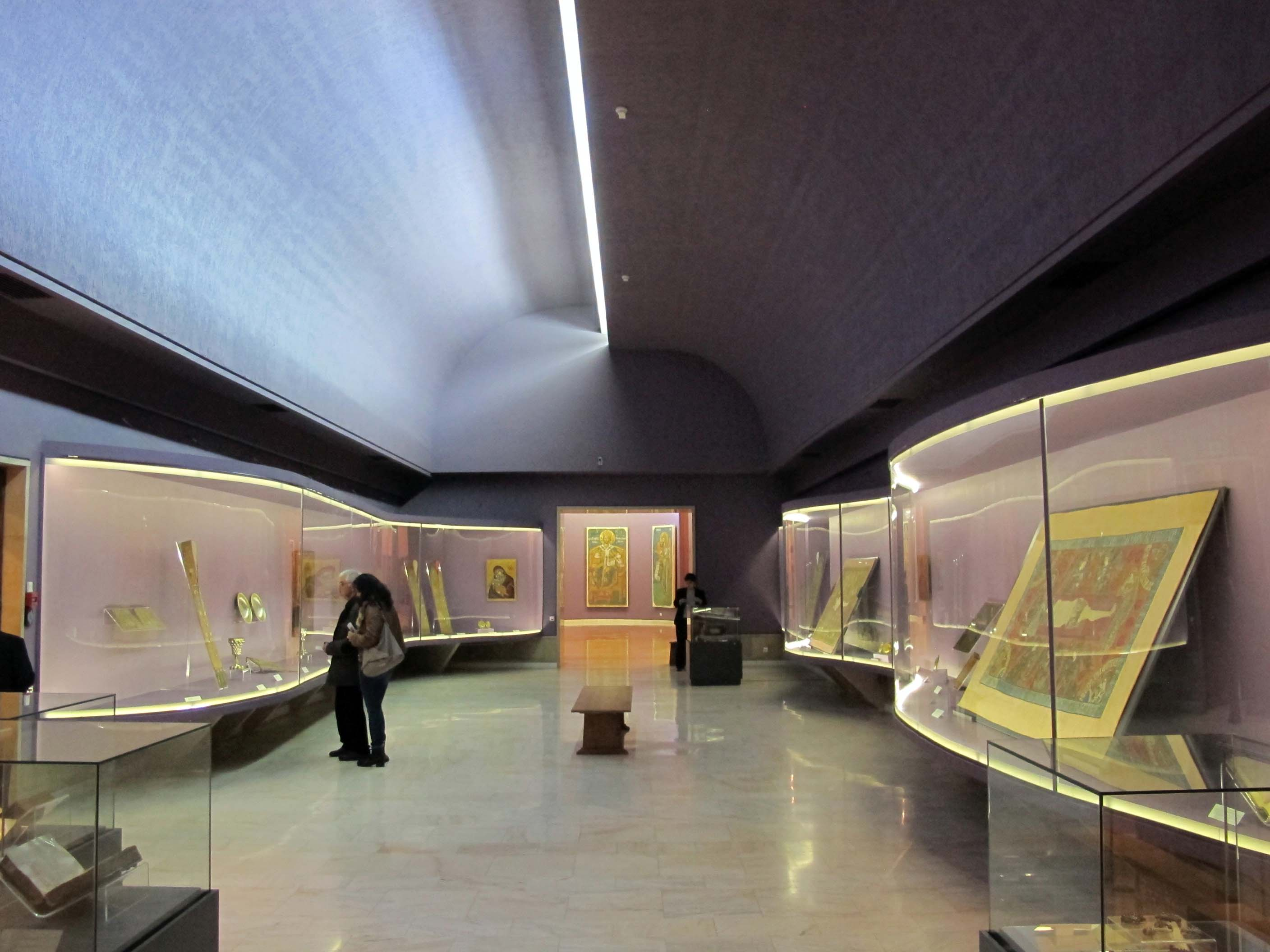
Galeria de Artă Românească
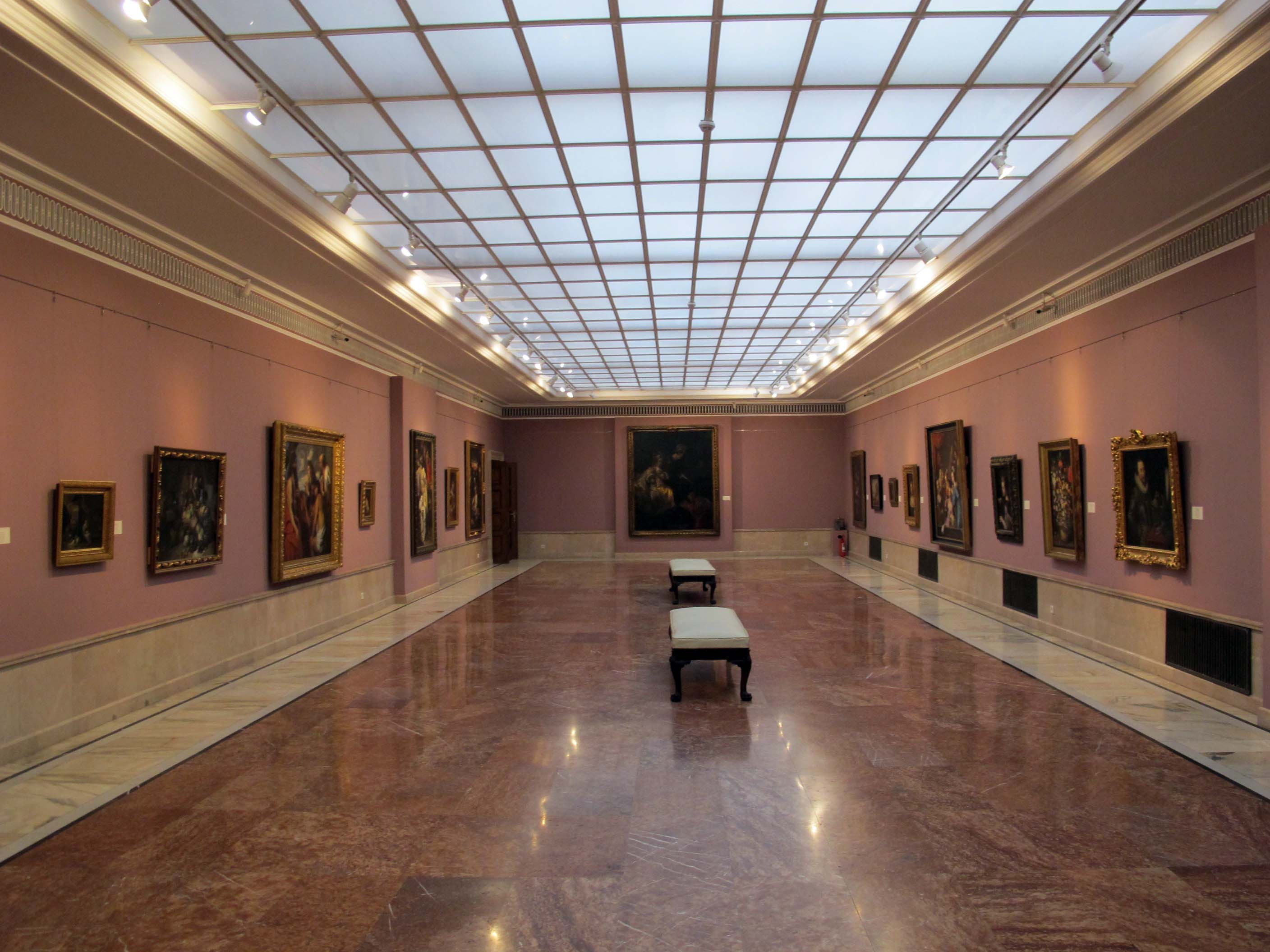
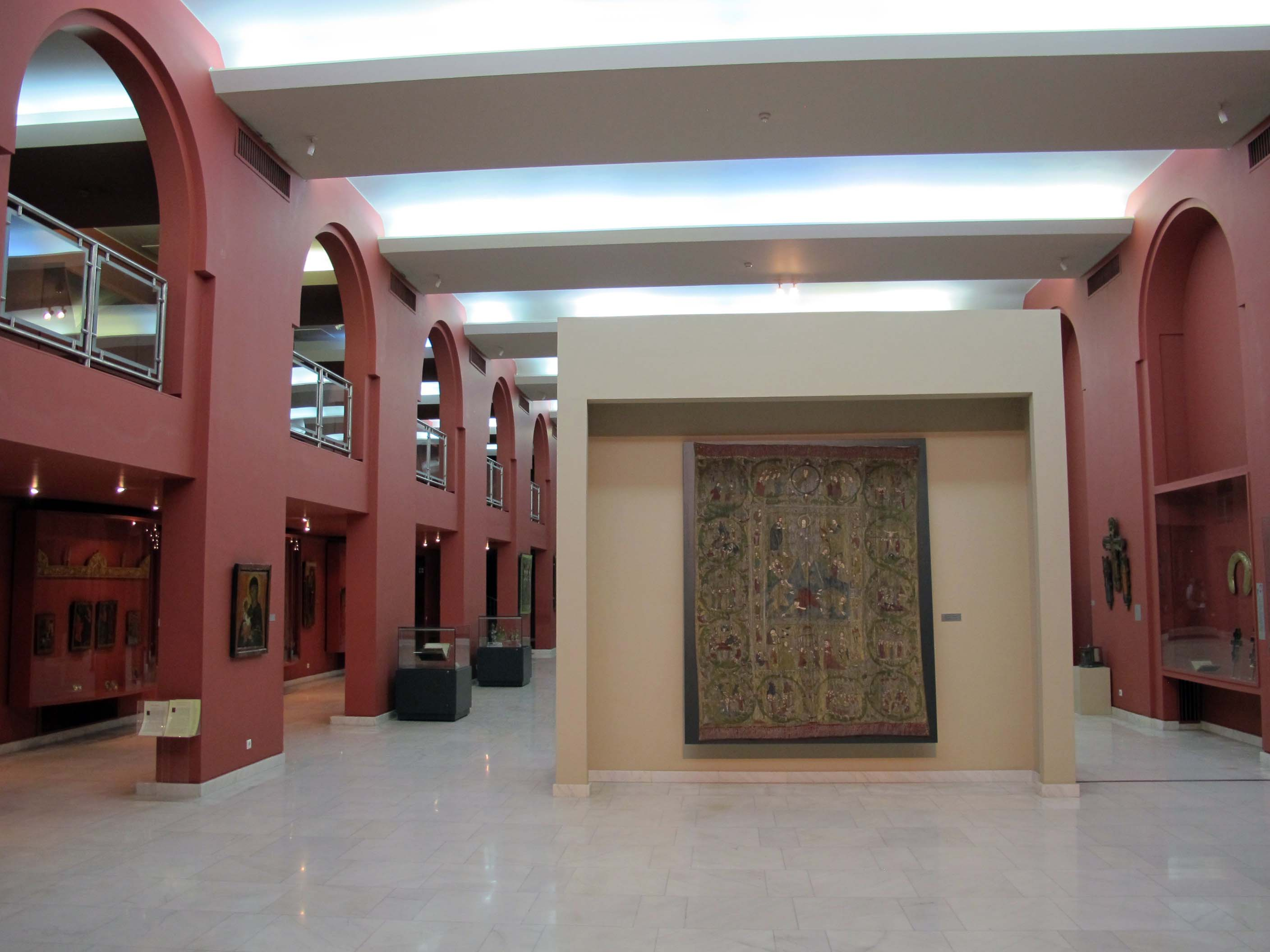

## Galeria de Artă Europeană
Galeria de Artă Europeană a luat ființă la data de 20 iunie 1951 și include sculptură, pictură și artă decorativă (covoare, goblenuri, mobilier, ceramică, broderii) din secolul al XIV-lea și până în secolul al XX-lea. Prin aplicarea principiilor moderne de muzeistică la un nivel științific elevat precum și prin valoarea exponatelor, această galerie a devenit din ce în ce mai importantă. Fiecare lucrare este prezentată prin încadrarea sa în cadrul curentului și școlii de care aparține în istoria artei. În anul 2007, Galeria de Artă Europeană a fost renovată integral.
Muzeul expune în cadrul saloanelor sale pictură italiană din secolele al XIV - XX-lea, un loc de seamă fiind ocupat de lucrări renanscentiste: „Răstignirea” lui Antonello da Mesina, „Madona cu pruncul” a lui Domenico Veneziano, „Sfântul Ieronim în pustiu” de Lorenzo Lotto, „Răstignirea” lui Jacopo Bassano și „Buna Vestire” de Tintoretto. Lucrările din secolul al XVII-lea sunt reprezentate de „Tânăra mamă” de Orazio Gentileschi, pictură sub puternica influență a lui Caravaggio și „Lupta lui Hercule cu centaurul Nessus” de Luca Giordano. „Veacul de aur” al picturii spaniole este prezent prin trei lucrări de marcă a lui El Greco: „Sfântul Mauriciu”, „Adorația păstorilor” și „Cununia Fecioarei Maria” despre care se presupune că ar fi fost realizată în ultimul an de viață al pictorului.
Arta olandeză se remarcă prin exponatele: „Cele 4 Anotimpuri” al lui Pieter Brueghel cel Tânăr, „O femeie rugându-se” și „Un bărbat citind” ale lui Hans Memling. Peter Paul Rubens este prezent și el prin „Lupta lui Hercule cu leul din Nemeea” și „Portretul unei femei”. Există de asemenea și o pictură de Rembrandt, „Haman implorându-i iertare Esterei”.
Școala germană este prezentă prin Lucas Cranach cel Bătrân („Venus și Amor”), Hans von Aachen („Cele trei grații”) și Bartholomäus Zeitblom („Buna Vestire”). Muzeul Național de Artă din București deține o colecție impresionantă de pictură franceză din secolele al XV - XX-lea. Printre lucrările expuse se disting picturile lui Pierre Mignard („Portretul ducelui de Burgundia cu chipul lui Hristos tânăr”), Elisabeth Vigée-Lebrun („Portretul doamnei Aguesseau”), Nicholas de Largilliere („Portretul unui bărbat”), etc. De asemenea mai sunt prezente  opere ale artiștilor Gustave Courbet, Antoine Jean Gros și impresioniștilor Camille Pissarro, Claude Monet, Auguste Renoir și ale postimpresionistului Paul Signac.
Muzeul Național de Artă din București are spre expunere o importantă colecție de icoane și pictură rusească din secolele XV-XVIII, în plus un tablou al lui V.A. Tropinin, lucrări de Filipp A. Maleavin și I.K. Aivazovski.

### Galerie

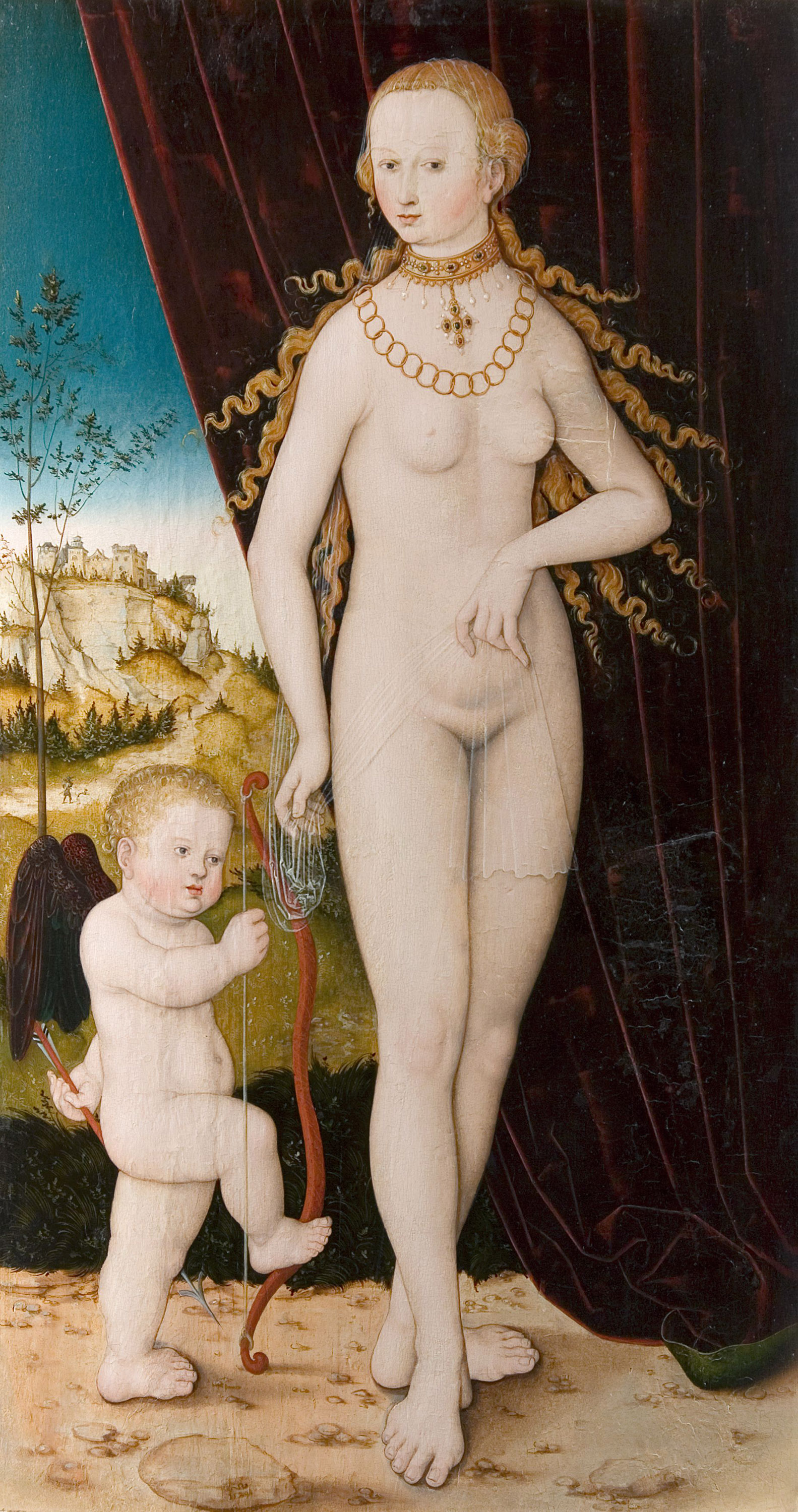
„Venus și Amor”, Lucas Cranach cel Bătrân, 1520
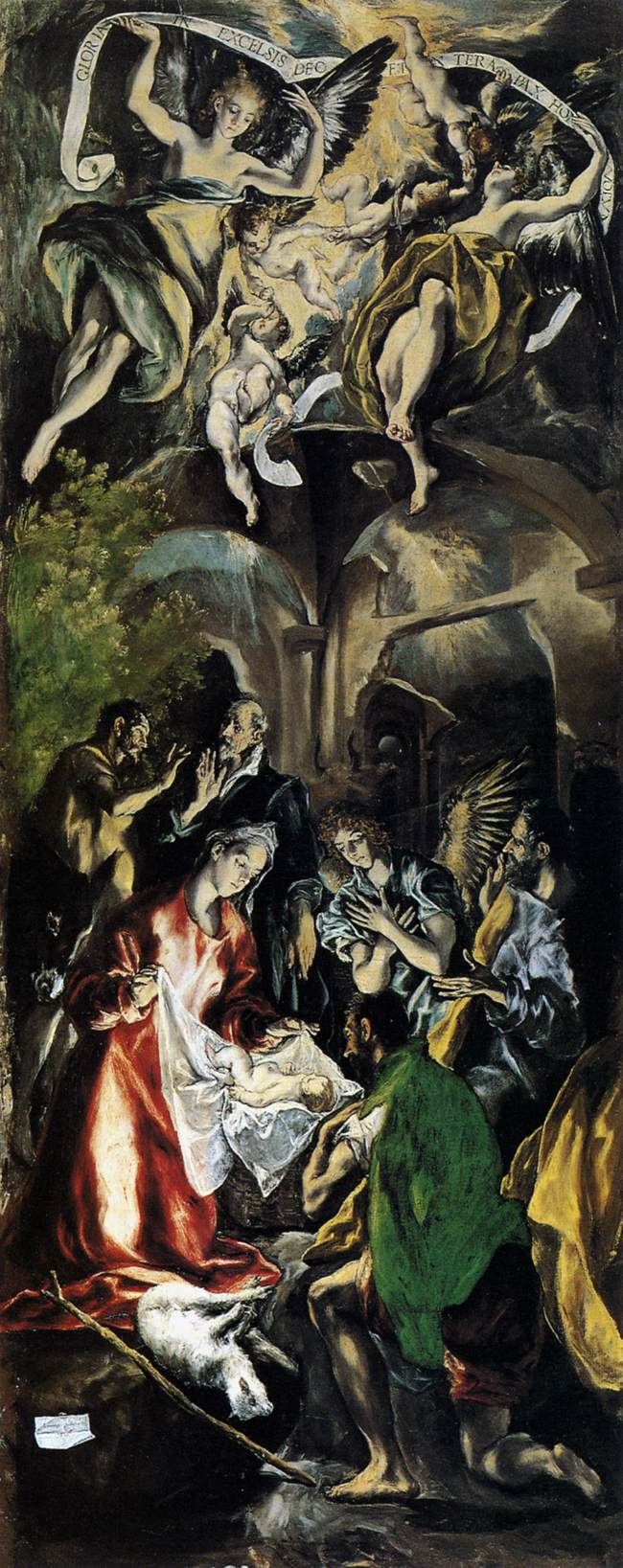
„Adorația păstorilor”, El Greco, 1600
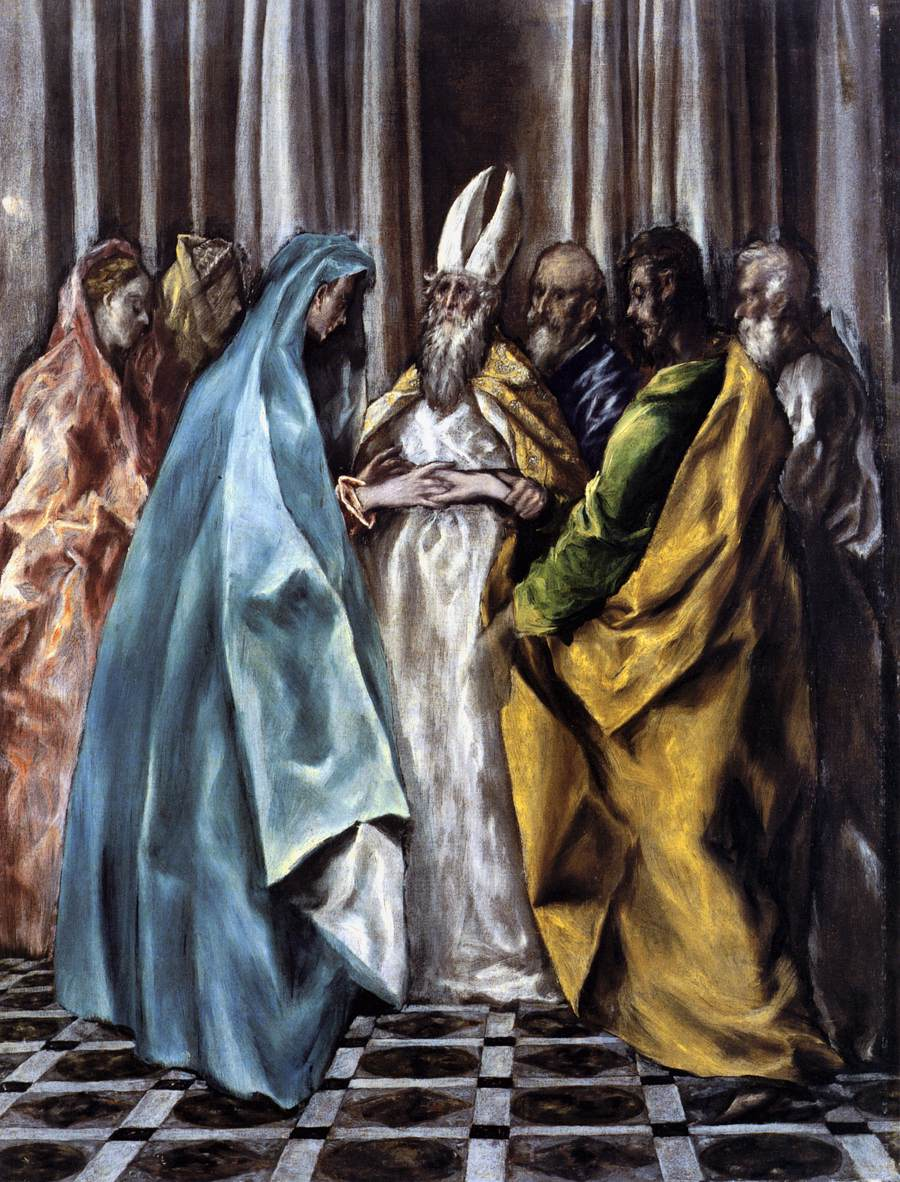
„Cununia Fecioarei Maria”, El Greco, 1614
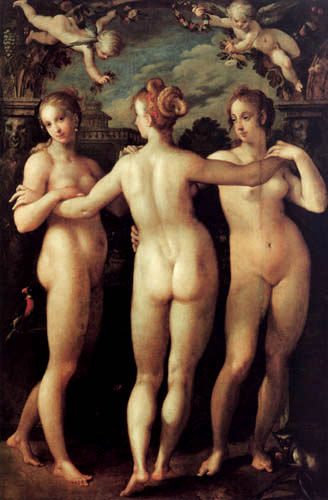
„Cele trei graţii”, Hans von Aachen, 1604
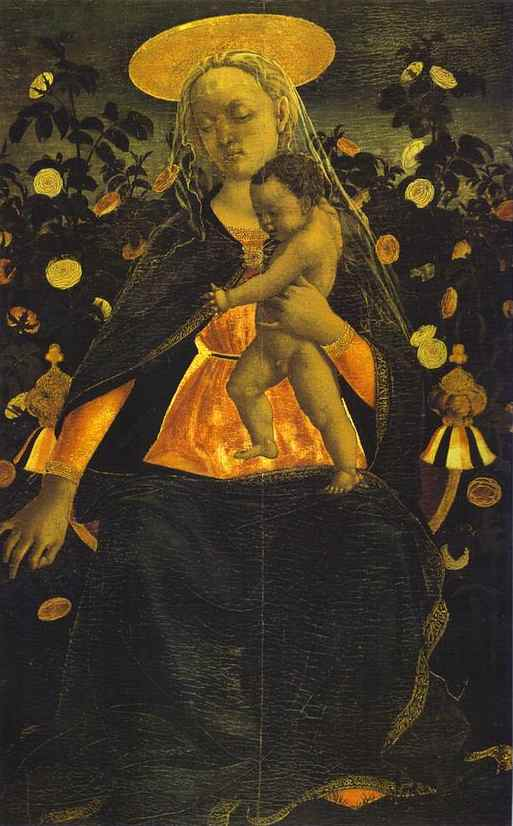
„Madona cu pruncul”, Domenico Veneziano, secolul al XV-lea
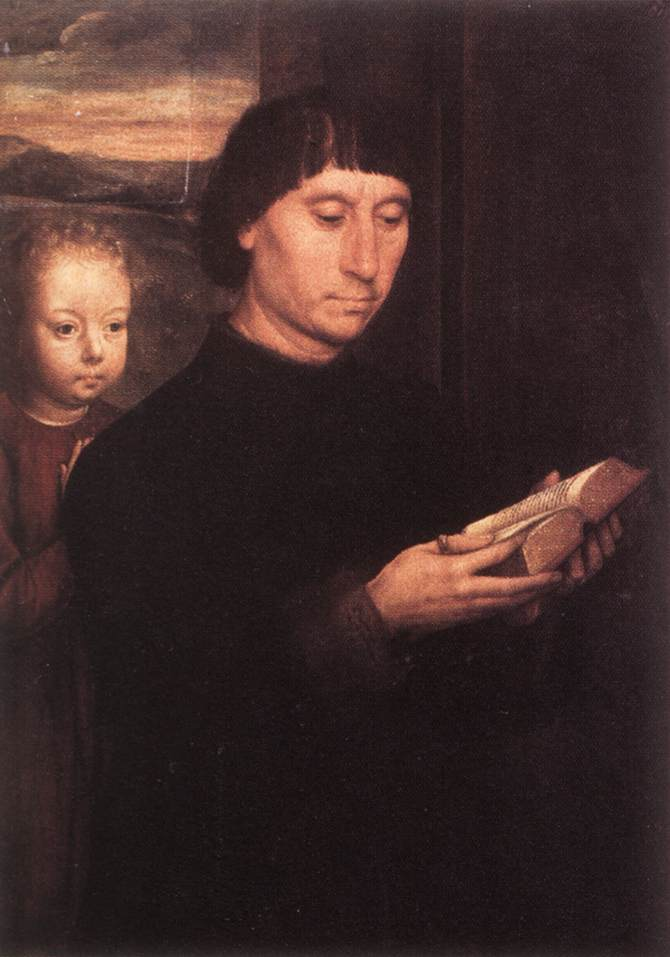
„Un bărbat citind”, Hans Memling, 1490
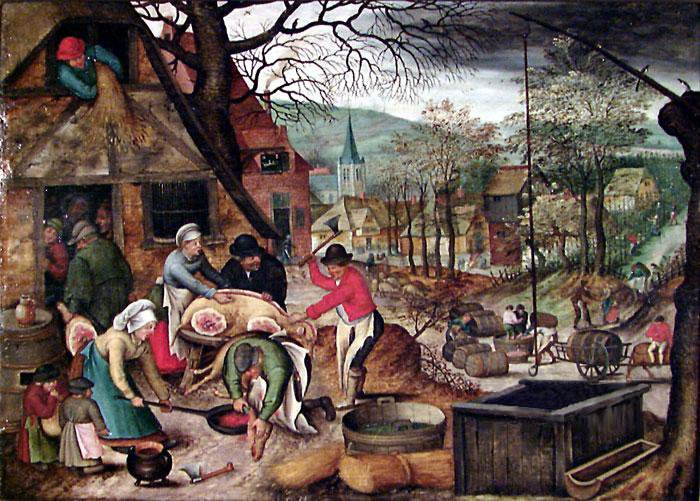
Pieter Bruegel cel Tânăr
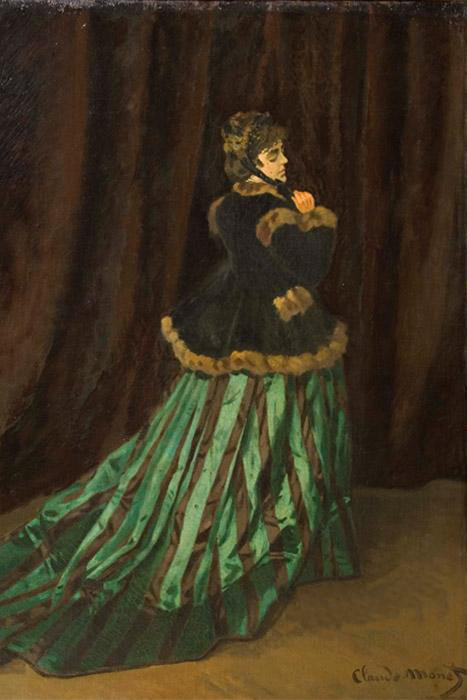
Rochia verde, Claude Monet, 1866
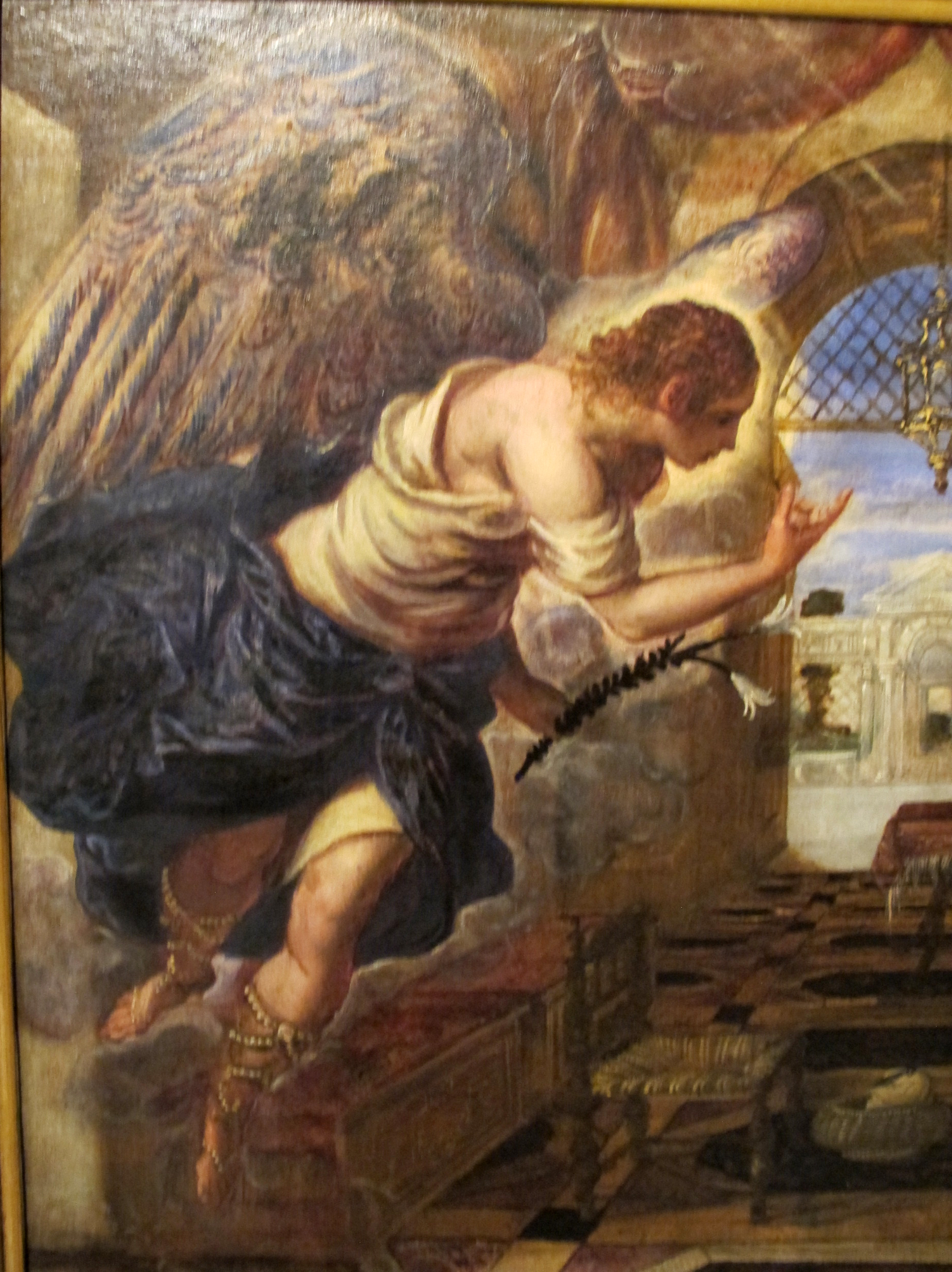
„Buna Vestire”, Tintoretto
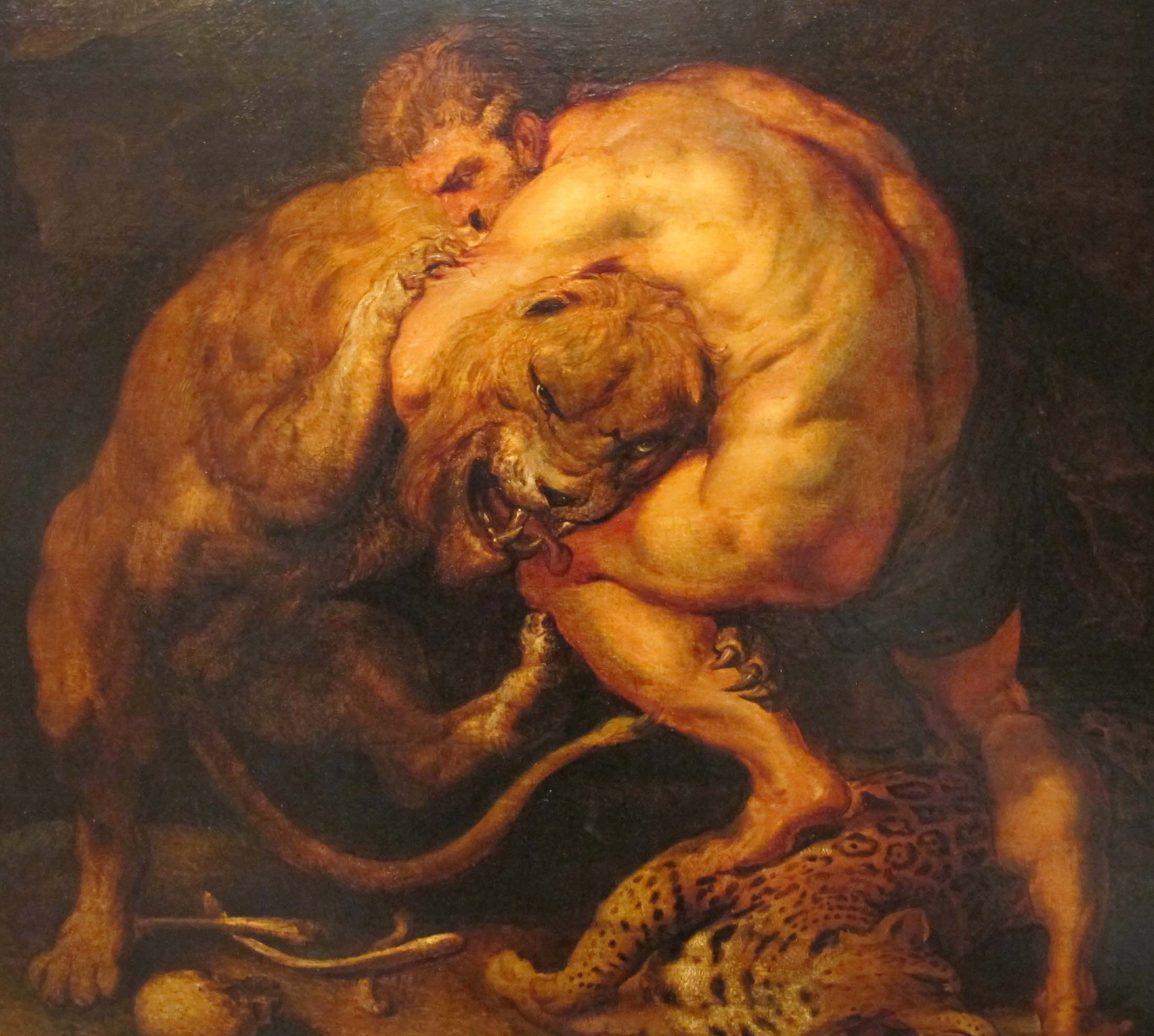
„Lupta lui Hercule cu leul din Nemeea”, Paul Rubens

## Galeria de Artă Românească Modernă
În primăvara anului 2001 s-a redeschis Galeria de Artă Românească Modernă. Lucrările sunt expuse la mezanin și la etajul II în aripa Știrbey. La mezanin sunt expuse lucrări ale picturii românești timpurii (Nicolae Polcovnicul, Eustatie Altini, Anton Chladek, Niccolò Livaditti, Giovanni Schiavoni, Carol Wahlstein, Constantin Daniel Rosenthal, Ion Negulici, Constantin Lecca, Carol Popp de Szathmary) în mare majoritate portrete ale membrilor familiilor boierești și câteva peisaje.

Curtea Palatului Regal

La etajul II lucrările sunt expuse în 11 săli.
În prima sală sunt expuse opere ale artiștilor școlii românești moderne: Theodor Aman, Gheorghe Tăttărescu, Sava Henția, Mișu Popp, Constantin Stahi, etc. și ale sculpturilor Carl Storck și Vladimir Hegel.
În Sala II sunt expuse lucrările maeștrilor artei românești moderne Nicolae Grigorescu și Ion Andreescu.
În Sala III sunt expuse lucrările artiștilor din perioada 1900: Octav Băncilă, Ștefan Luchian, Cecilia Cuțescu Storck, etc.
În Sala IV sunt expuse lucrările artiștilor de la începutul secolului XX: Theodor Pallady, Gheorghe Petrașcu, Ștefan Popescu etc.
În Sala V sunt expuse sculpturile lui Dimitrie Paciurea.
În Sala VI sunt expuse operele avangardei românești: Marcel Iancu, Victor Brauner, Hans Mattis-Teutsch, etc.
În Sala VII pot fi văzute operele lui Constantin Brâncuși.
În Sala VIII sunt expuse lucrările artiștilor plastici din perioada 1920-1930: Ion Theodorescu-Sion, Sabin Popp, etc.
În Sala IX și Sala X sunt expuse lucrările artiștilor din perioada interbelică: Iosif Iser, Francisc Șirato, Nicolae Tonitza, Ștefan Dimitrescu, Ion Jalea, Corneliu Medrea.
În Sala XI sunt expuse lucrările artiștilor de la mijlocul secolului XX: Camil Ressu, Corneliu Baba, Lucian Grigorescu, Alexandru Ciucurencu, Ion Țuculescu, etc.

### Galerie

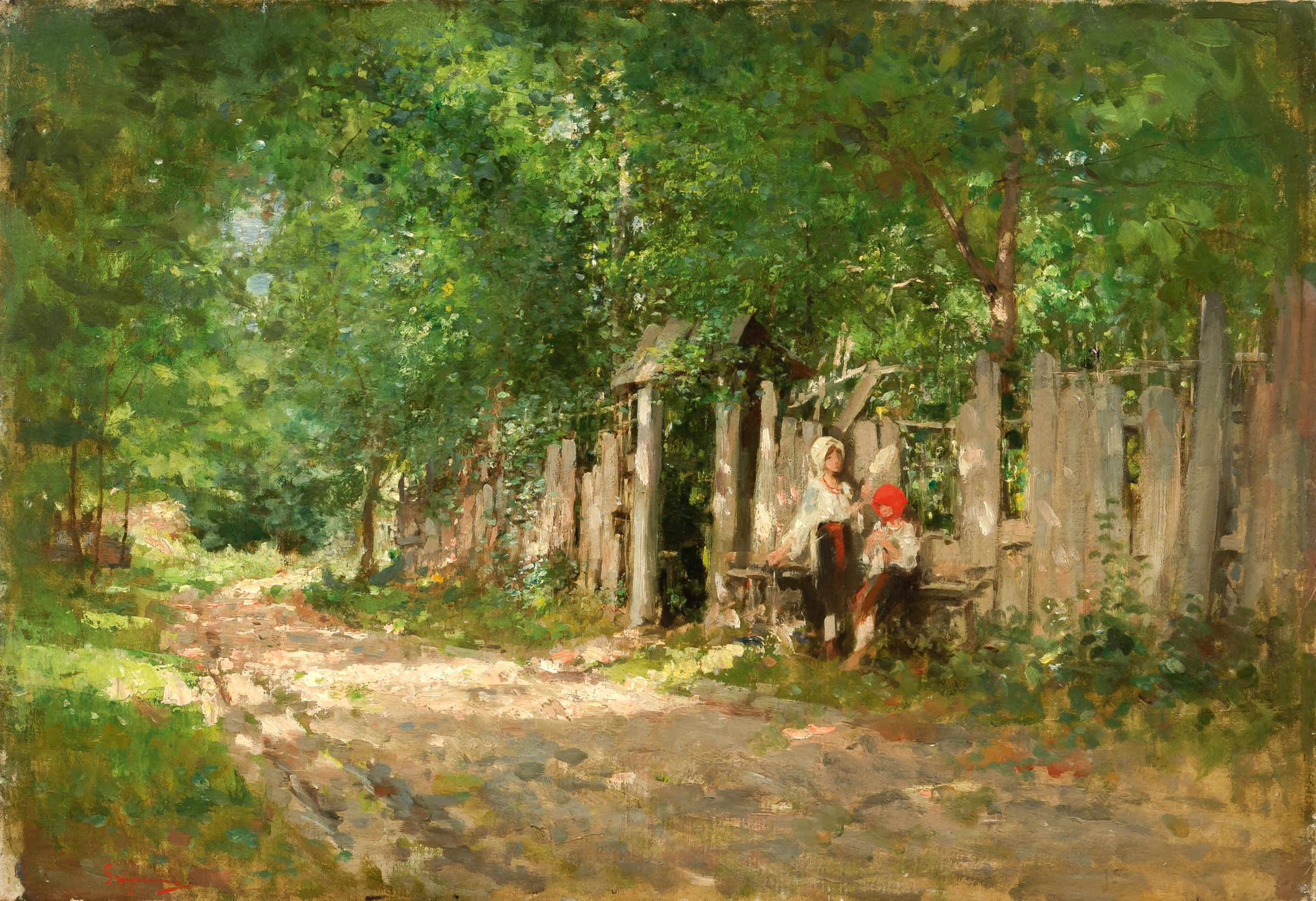
„Fete lucrând la poartă”, Nicolae Grigorescu
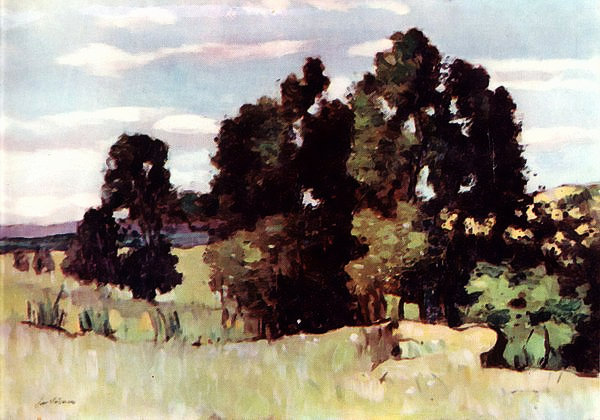
„Peisaj la nămiezi”, Ştefan Luchian
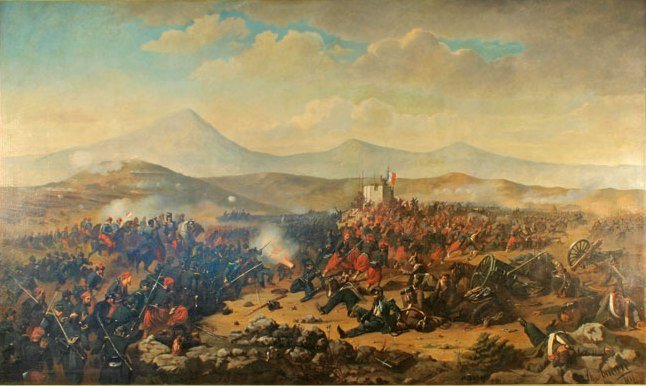
„Lupta de la Alma”, Theodor Aman
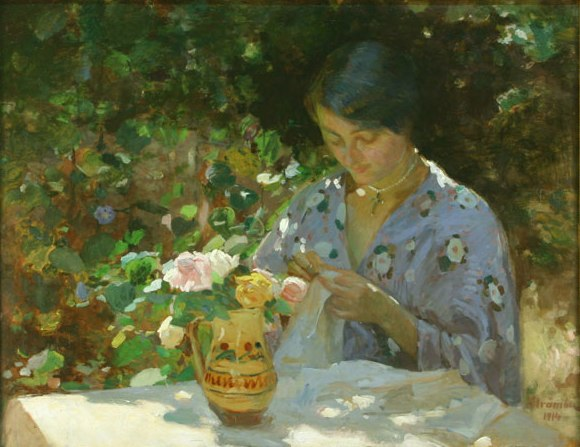
„La lucru în grădină”, Ipolit Strâmbu
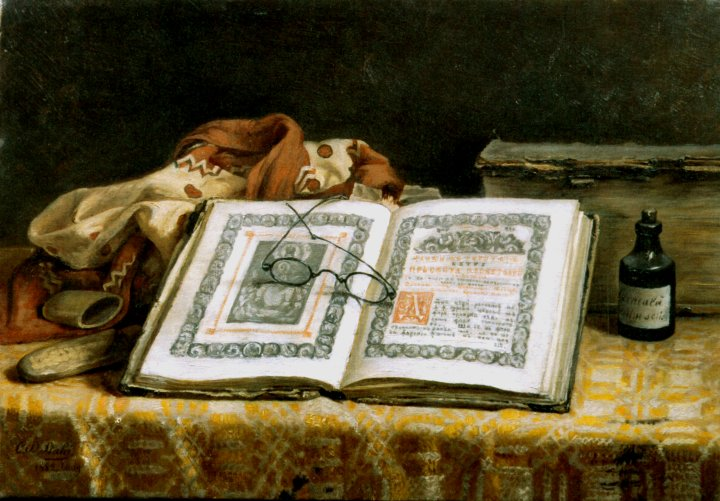
„Natură statică cu carte şi ochelari”, Constantin Daniel Stahi
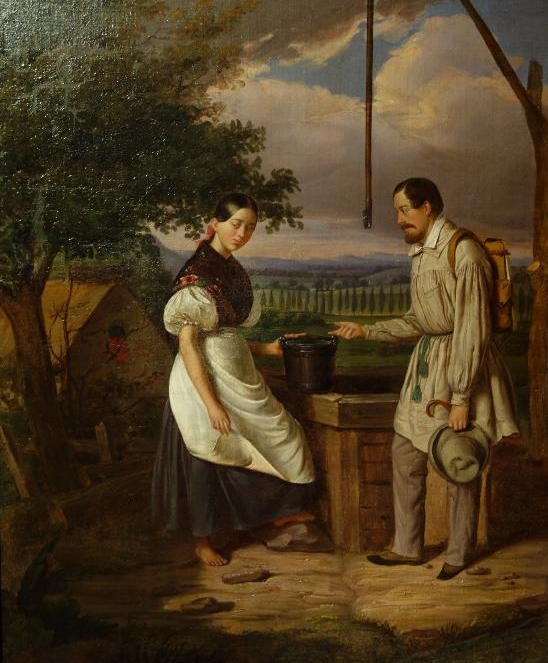
„Scenă la fântână”, Constantin Daniel Rosenthal
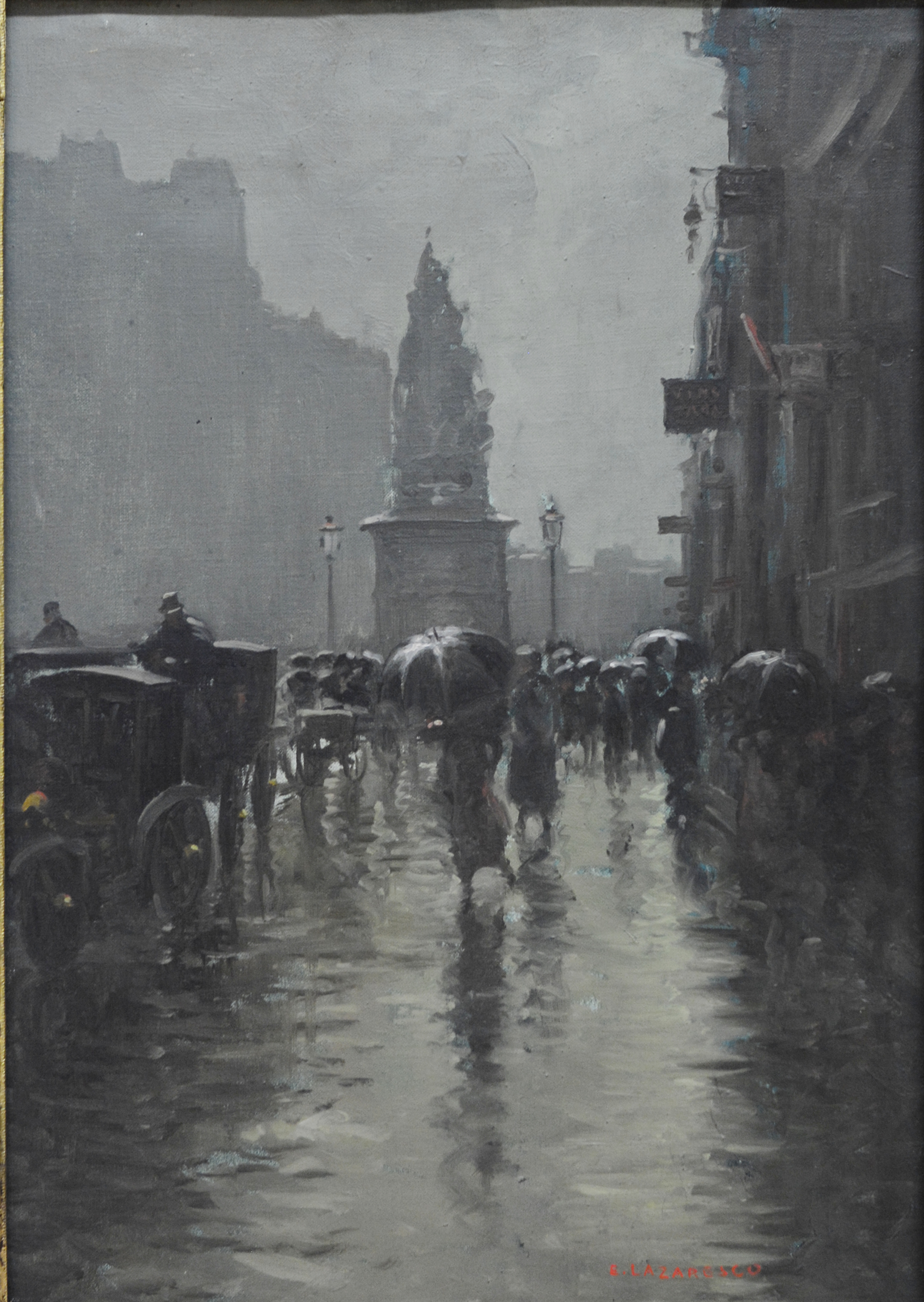
„Stradă pe ploaie”, Emilian Lăzărescu
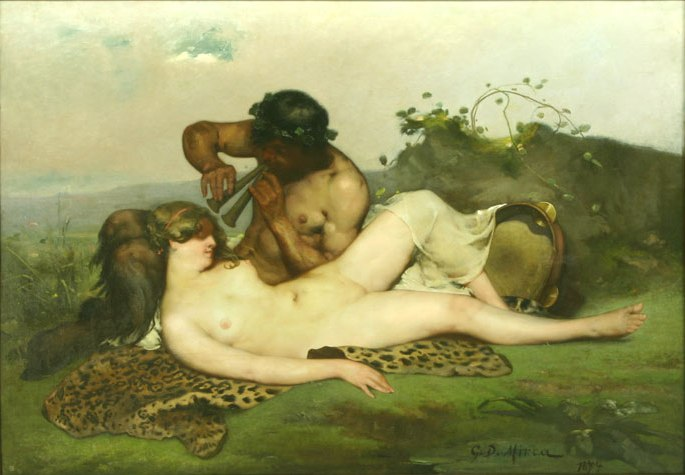
„Bacantă”, George Demetrescu Mirea
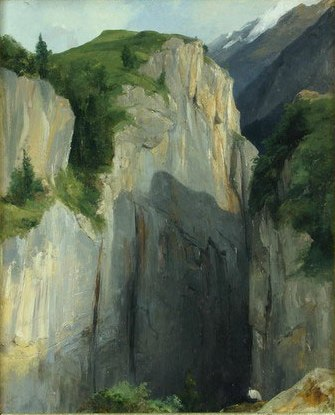
„Peştera Dâmbovicioara”, Gheorghe Tattarescu
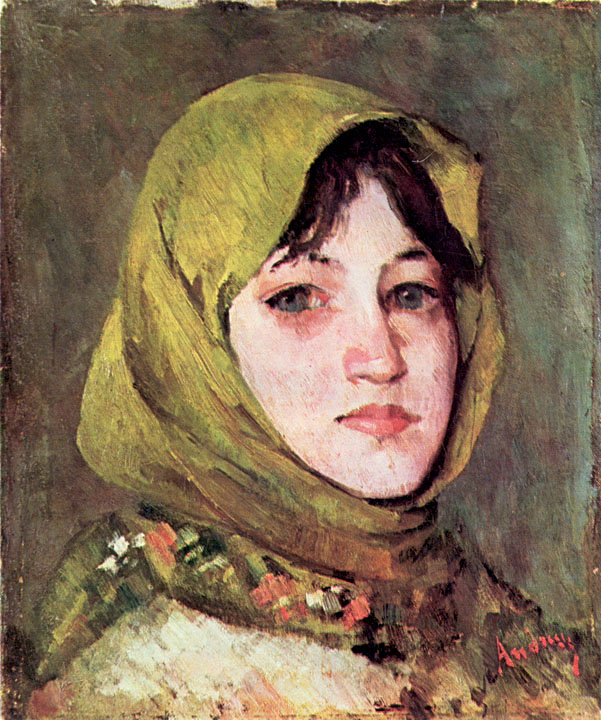
„Țărancă cu baticul verde”, Ion Andreescu

## Evenimente
În 2005 în perioada 15 iulie - 2 octombrie, la Muzeul Național de Artă al României s-a deschis expoziția  Umbre și Lumini. Patru secole de pictură franceză. Secolele XVII-XX, cea mai mare expoziție de pictură franceză prezentată în Europa Centrală și de Est după 1945 . Au fost expuse 77 de lucrări printre care capodopere ale unor pictori precum: Poussin, Chardin, Ingres, David, Delacroix, Corot, Cézanne, Matisse, Picasso, Braque .